# Steen Herschend
Steen Steensen Herschend (12. november 1888 i København – 3. august 1976 i Taarbæk) var en dansk sejlsportsmand medlem af Kongelig Dansk Yachtklub, der vandt sølv ved OL 1912 i Nynäshamni 6 meter-klassen sammen med Hans Meulengracht-Madsen og Sven Bernth Thomsen i båden Nurdug II.
Det var Danmarks første OL-medalje i sejlsport, de tre danskere i Nurdug II havde en hård kamp mod brødrerne Thubé i den franske båd Mac Miche. Begge både vandt en enkelt sejlads inden finalesejladsen, der faldt ud til franskmændenes fordel.